# Тета Южного Треугольника
Тета Южного Треугольника (θ TrA, θ Trianguli Australis) — звезда в созвездии Южного Треугольника. Жёлтый гигант с видимой звёздной величиной +5.50 (видна невооружённым глазом). Удалена примерно на 328 световых лет от Земли.

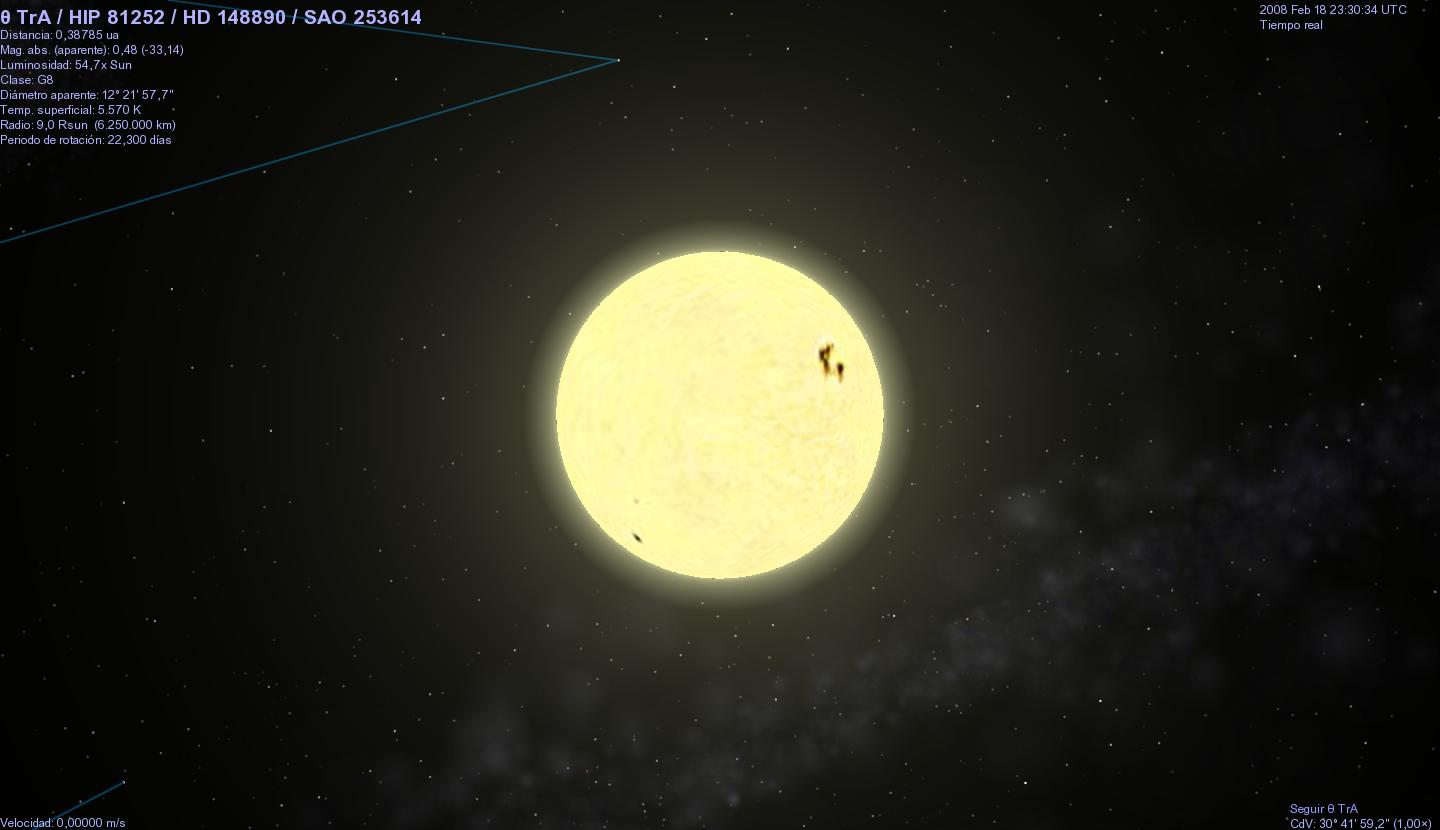
Тета Южного Треугольника в представлении художника